# Luc Dumont
Luc Dumont, né en 1969 à Montréal, Canada, est un chanteur de rock chrétien et de gospel et un pasteur chrétien  évangélique pentecôtiste.  

## Biographie
Luc Dumont nait en 1969 à Montréal. Après avoir assisté à une conférence donnée par David Wilkerson, il devient un chrétien « born again ». Pris sous l'aile du révérend  Claude Houde à Saint-Hubert (Canada), Luc Dumont écrit sa première chanson en 1985 et participe au Festival de Louange en 1987. Il étudie en théologie à l'Institut biblique Bérée de Montréal et obtient un diplôme.

### Ministère
L’artiste publie deux recueils de chansons et enregistre son premier album Jamais plus je n'oublierai, en 1991, avant de visiter la France.
De retour au Canada, le chanteur fait équipe avec ses amis Colin Généreux et Ken Mahoney et enregistre Il te tend la main en 1995 et Que Ta lumière brille en 1997, puis part en tournée dans plusieurs pays francophones. Après deux autres recueils de chants ainsi que ses quatrième et cinquième albums, Luc Dumont produit Génération du Réveil avec Colin Généreux, un album rassemblant différents artistes chrétiens francophones.
Après avoir travaillé en tant que pasteur de jeunesse (pasteur s'occupant de l'encadrement de la jeunesse dans une église), il devient évangéliste et musicien à plein temps en 2001, associé à l’Église Nouvelle Vie de Longueuil,.
Luc Dumont voyage régulièrement pour donner des concerts, notamment en Europe et dans les DOM-TOM.

## Discographie
Depuis 1991, Luc a enregistré 16 albums.
- Jamais plus je n'oublierai, 1991
- Il te tend la main, 1995
- Que Ta lumière brille, 1997
- Vivre pour toi, 1998
- Suivre, 2000
- Liberté, 2002
- LIVE à Nouvelle Vie , 2003
- Solo, 2004
- Plus Loin, 2005
- Shine Upon Us, 2006
- Je peux tout (LIVE II), 2008
- Lumière du Monde, 2010
- Dimanche Matin, 2011
- Solo 2, 2012
- Collection, 2014
- J'avancerai, 2015

## Livres publiés
- Au-delà de vos limites – 2004
- Réveillez le héros en vous - 2005
- Un rendez-vous divin - 2006
- Leçons du sommet - 2008
- Clés pour la réussite - 2014
- Deviens un exponantialiste- 2019
- Exponentialise ton univers - 2020